# Альтьєро Спінеллі
Альтьєро Спінеллі (італ. Altiero Spinelli; 31 серпня 1907, Рим — 23 травня 1986, Рим) — італійський політичний теоретик і європейський федераліст.
Спінеллі називають одним з «батьків-засновників Європейського союзу» у зв'язку з його співавторством «Маніфесту Вентотене», його основоположну роль у русі європейського федералізму та сильний вплив на перші десятиліття після Другої світової війни європейської інтеграції, а потім і його роль у відновленні запуску процесу інтеграції в 1980 році.
«Федералістська модель, — підкреслював А. Спінеллі, — пропонує повагу до суверенітету національних держав в усіх областях… передаючи його до європейського уряду, що знаходиться під демократичним контролем європейського парламенту і діє згідно з європейськими законами у сфері зовнішньої політики, оборони, економіки та захисту громадянських прав. Федералістська модель пропонує справді наднаціональну державу, яка співіснує з державами-членами і використовує суверенітет в межах своєї компетенції».
У 1941 р. в Італії Альтьєро Спінеллі та Ернесто Россі заснували Європейський федералістський рух.
До моменту своєї смерті Альтьєро Спінеллі був членом Європейської комісії протягом шести років, членом Європейського парламенту протягом десяти років, аж до своєї смерті, а також був директором Римського інституту міжнародних відносин.
Головна будівля Європейського парламенту в Брюсселі названа на його честь.
1987–1988 навчальний рік у Коледжі Європи був названий на честь Альтьєро Спінеллі

## Раннє життя
Спінеллі народився в Римі, і вступив в італійську компартію в ранньому віці для того, щоб виступити проти режиму Національної фашистської партії Беніто Муссоліні. Після брання участі в радикальної журналістиці він був заарештований в 1927 році і провів десять років у в'язниці. Під час війни він був інтернований на остров Вентотене (в затоці Гаета) з іншими восьмистами супротивниками політичного режиму. Саме тут Ернесто Россі, Альтіеро Спінеллі і Еудженіо склали антифашистський маніфест, що закликає створити Союз європейських держав. Згодом, в процесі загальноєвропейської інтеграції, до цього документа поверталися кілька разів. Спіеллі відмовився йти на компроміс з фашистським режимом, незважаючи на пропозиції про дострокове звільнення.

## Ідеї федералістичної політики
Спінеллі висунув тезу про появу особливого федерального устрою, що визначає як характер взаємовідносин між самими інтегруючими одиницями, так і розподіл повноважень, що виникають при взаємодії з центром. У цьому сенсі децентралізація, про яку говорить Спінеллі, втілюється в принципі субсидіарності. Принцип субсидіарності — основоположний принцип правової бази Європейського Союзу. У Конституції ЄС 2004 він знаходить відображення в багатьох статтях, що доводить його фундаментальність (Розділ 3, ст.9; Частина 2; Протокол про принципи субсидіарності і пропорційності). Історично принцип був закріплений в основоположному юридичному документі Європейського Союзу — Маастрихтському Договорі від 7 лютого 1992 року: «Відповідно до принципу субсидіарності: спільнота повинна поважати особливості держав і регіонів, беручи до уваги їх різноманітність».